# Equal Rights
Equal Rights (Gleichberechtigung) ist ein Album des Reggaemusikers Peter Tosh. Mit diesem 1977 veröffentlichten Album gelang Tosh der Durchbruch; seither gilt Tosh neben Bob Marley – beide waren Bandmitglieder in The Wailers – als bedeutendster Musiker des Reggae. Tosh galt als politisch aktivstes Mitglied der Wailers, entsprechend engagiert präsentiert sich Equal Rights. Thematisiert wird neben der Apartheidspolitik Südafrikas der Rassismus im Allgemeinen, dem Tosh den Appell an die Afrikanische Einheit und das Aufbegehren gegen politische Missstände (Get Up, Stand Up) entgegensetzt. Während das Album zum einen als selbstbewusstes Statement der Schwarzen gelobt wurde, erfuhr es gerade wegen seines einseitig politischen Charakters Kritik, da die plakative Botschaft auf Kosten der musikalischen Qualität der Stücke gehe. 

## Titelliste
Alle Titel von Peter Tosh, außer wo angegeben.
Seite 1
1. Get Up, Stand Up (Peter Tosh, Bob Marley) – 3:35
2. Downpressor Man – 6:26
3. I Am That I Am – 4:31
4. Stepping Razor (Joe Higgs; Tosh) – 5:48

Seite 2
1. Equal Rights – 5:58
2. African – 3:44
3. Jah Guide – 4:30
4. Apartheid – 5:23